# Carfax

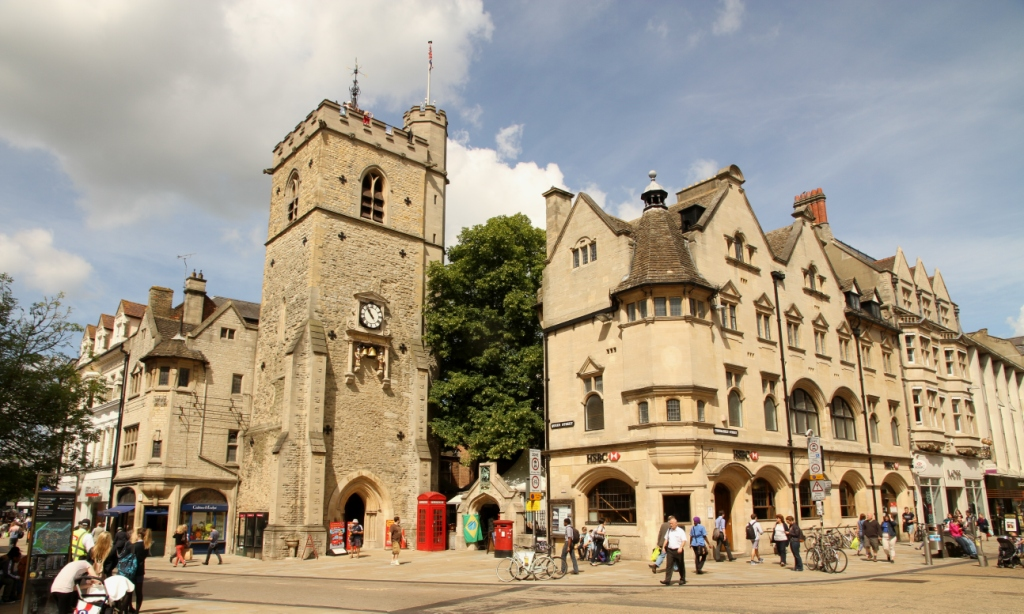
La torre di St Martin's (sinistra) e l'edificio della HSBC (destra), visti dall'angolo posto fra St Aldate's e la High Street

La Carfax è il nome di una piazza all'incrocio dei quattro principali assi viari di Oxford: St Aldate's (sud), Cornmarket Street (nord), Queen Street (ovest) e High Street (est). Ubicata nel cuore della città, la Carfax deve il proprio nome al lemma latino «quadrifurcus», attraverso il termine francese «carrefour»: entrambe le parole stavano ad indicare gli incroci.

## Carfax Tower
La St Martin's Tower, nota come «Carfax Tower», si trova all'angolo nordoccidentale della piazza. È tutto ciò che rimane della chiesa di St Martin's, eretta nel corso del XII secolo e principale luogo di culto cittadino fino al 1896, quando gran parte dell'edificio venne demolito per dare sfogo alle costruende strade carrozzabili. Nello stesso anno, lo status di «City Church» venne assegnato alla chiesa di All Saints, sulla High Street.
La Carfax Tower è un monumento classificato di grado II; è alta 23 m e un'ordinanza municipale impone che nessun edificio nel centro di Oxford sia più alto della torre.
La torre dispone ancora di numerosissime campane: fra queste, cinque, fuse a Woodstock nel 1676, fanno parte del novero originario di Richard Keene, mentre la sesta, pur essendo sempre del Keene, fu aggiunta due anni dopo. Più in basso vi sono altre due campane, i cui rintocchi segnano i quarti d'ora; queste provengono dalla fonderia di John Taylor & Co di Loughborough, che le ha prodotte nel 1898. L'orologio elettrico è frutto dell'abilità di Thomas Graham Jackson, che lo fabbricò nel 1898.

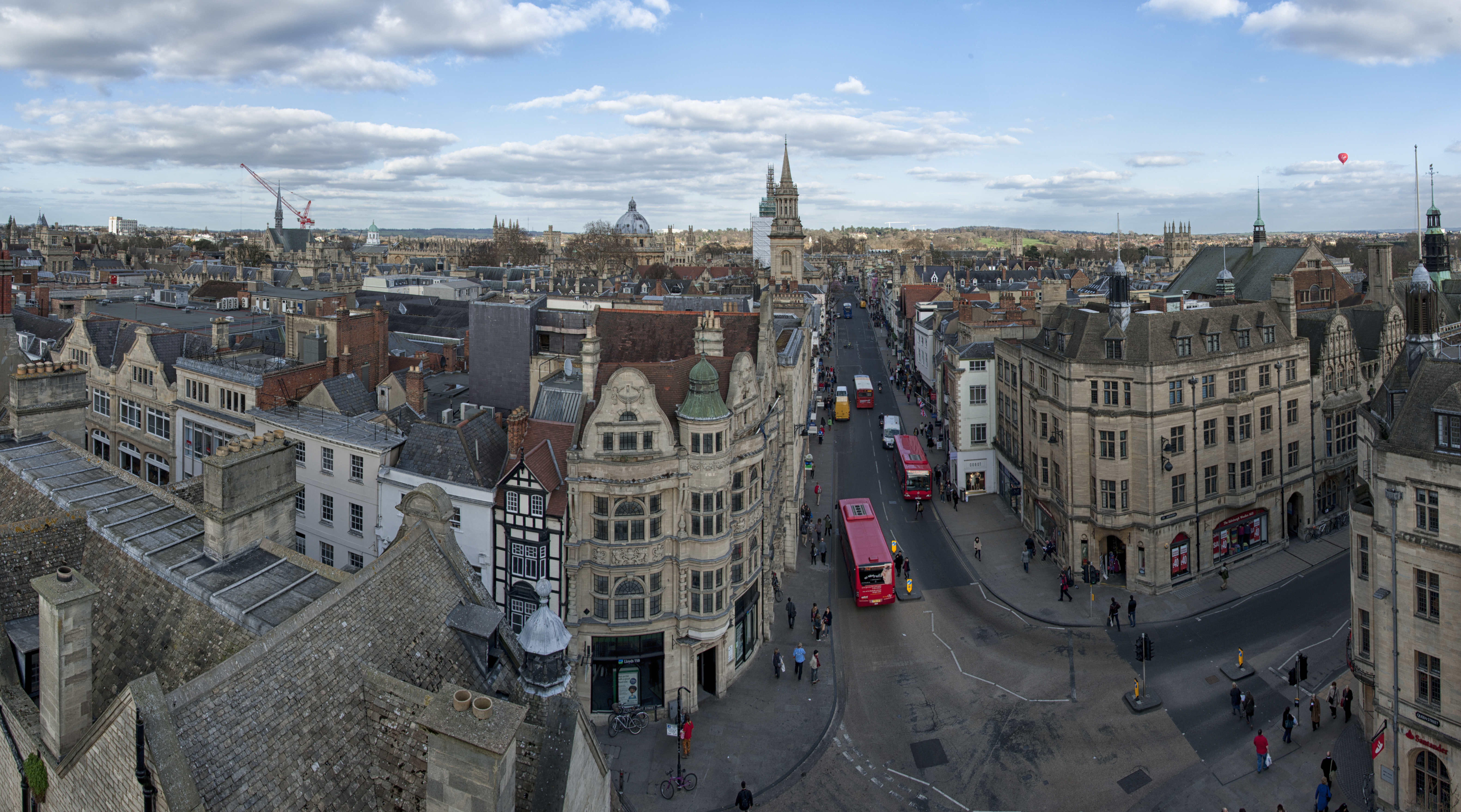
Vista dalla cima della torre

La torre è gestita dall'Oxford City Council: l'ente non si occupa solo della fruizione museale, ma è responsabile anche della conservazione, dei restauri e dell'ordinaria manutenzione dell'edificio.

## Eventi
Proprio in questo sito ebbero luogo i disordini di santa Scolastica del 1355, nell'angolo fra Queen Street e St Aldate's, dove un tempo era ubicata la Swindlestock Tavern, a causa di una lite fra l'oste e due studenti locali.
Nel 1865 William Henry Butler, sindaco di Oxford nel 1836, fu sepolto nel cimitero di St Martin's nella tomba della moglie Elizabeth Briggs e delle due bambine, morte giovani. Essendo stato il luogo di culto demolito per migliorare la viabilità su strada, la tomba è stata completamente obliterata. È probabile che il realizzatore della lapide sia stato John Gibbs, parente di Butler, oppure uno dei suoi stessi dipendenti. Il sepolcro è tuttora visibile dietro la torre.